# Dotnuvėlė
Dotnuvėlė je řeka ve střední Litvě. Teče v okresech Radviliškis a Kėdainiai. Je to pravý přítok řeky Nevėžis. Je 60,9 km dlouhá. Pramení na jižním okraji města Baisogala. Teče směrem převážně jihojihovýchodním. Poměrně málo meandruje, s výjimkou krátkého úseku uprostřed mezi městy Dotnuva a Kėdainiai. Šířka údolí je 350 – 500 m. Vlévá se do řeky Nevėžis v Kėdainích jako její pravý přítok 59,4 km od jejího ústí do Němenu. V zimě často zamrzá až ke dnu. Rychlost toku je 0,2 - 0,9 m/s, průměrný spád je 121 cm/km. Na čtyřech místech je přehražena: u Pilioniů (Mantviliškio tvenkinys, 75 ha), Bokštů, u Dotnuvy (Akademijos tvenkinys, 35 ha) a v Kėdainích (5 ha) (rybník v Kėdainích je v Parku kultury a oddechu, je v něm šest ostrovů). V minulosti se řeka jmenovala Dotnava. U vsi Pilioniai je hradiště Piliukas.

## Přítoky
- Levé:

| Hydrologické pořadí | Řeka            | Délka (km) | Povodí (km²) | Vzdálenost od ústí (km) | Ústí kde  | Koordináty ústí |
| ------------------- | --------------- | ---------- | ------------ | ----------------------- | --------- | --------------- |
| 13010715            | Stabė           | 6,6        | 9,9          | 40,4                    | Pilioniai |                 |
| 13010721            | Trasinė         | 4,1        | 3,7          | 32,2                    |           |                 |
| 13010722            | Veja            | 4,5        | 3,2          | 25,5                    |           |                 |
| 13010724            | Paškonių upelis | 3,0        | 2,2          | 6,7                     |           |                 |

- Pravé:

| Hydrologické pořadí | Řeka     | Délka (km) | Povodí (km²) | Vzdálenost od ústí (km) | Ústí kde   | Koordináty ústí |
| ------------------- | -------- | ---------- | ------------ | ----------------------- | ---------- | --------------- |
| 13010711            | D - 2    | 3,7        | 6,0          | 57,5                    |            |                 |
| 13010712            | Rimšupys | 8,2        | 15,1         | 51,6                    | Skėmiai    |                 |
| 13010713            | Virgupis | 8,2        | 18,6         | 46,8                    | Skomančiai |                 |
| 13010716            | Srautas  | 8,1        | 17,8         | 36,4                    | Gudžiūnai  |                 |
| 13010718            | Liepupys | 4,8        | 16,9         | 35,4                    |            |                 |
| 13010723            | Kačupys  | 9,0        | 10,2         | 23,1                    |            |                 |